# Manoel Afonso Júnior
Manoel Afonso Júnior (sinh ngày 14 tháng 11 năm 1991) là một cầu thủ bóng đá người Brasil.

## Sự nghiệp câu lạc bộ
Manoel Afonso Júnior đã từng chơi cho Gamba Osaka.

## Thống kê câu lạc bộ

### J.League
| Đội         | Năm       | J.League | J.League | J.League Cup | J.League Cup | Tổng cộng | Tổng cộng |
| Đội         | Năm       | Trận     | Bàn      | Trận         | Bàn          | Trận      | Bàn       |
| ----------- | --------- | -------- | -------- | ------------ | ------------ | --------- | --------- |
| Gamba Osaka | 2011      | 5        | 0        | 2            | 0            | 7         | 0         |
| Tổng cộng   | Tổng cộng | 5        | 0        | 2            | 0            | 7         | 0         |